# Madge Syers
Florence Madeleine „Madge” Syers, z domu Cave (ur. 16 września 1881 w Londynie, zm. 9 września 1917 w Weybridge) – brytyjska łyżwiarka figurowa startująca w konkurencji solistek i par sportowych z mężem Edgarem Syersem. Mistrzyni olimpijska (solistki) i brązowa medalistka olimpijska (pary sportowe) z Londynu (1908), dwukrotna mistrzyni świata solistek (1906, 1907).
Pierwsza mistrzyni olimpijska w konkurencji solistek i pierwsza mistrzyni świata w konkurencji solistek (po zróżnicowaniu jazdy indywidualnej na płcie w 1906 roku). Wcześniej mając 21 lat, na mistrzostwach świata 1902 zdobyła srebrny medal przegrywając jedynie ze Szwedem Ulrichem Salchowem.
Z powodu choroby serca została zmuszona do rezygnacji ze sportu. Zmarła na niewydolność serca spowodowaną ostrym zapaleniem wsierdzia 9 września 1917 roku w wieku 35 lat.

## Osiągnięcia

### Pary sportowe
Z Edgarem Syersem
| Igrzyska olimpijskie | 3 |

### Solistki
| Igrzyska olimpijskie |   |   | 1 |
| Mistrzostwa świata   | 1 | 1 |   |

### Jazda indywidualna
| Zawody                        | 1902           | 1903           | 1904           |                |                |                |                |                |                |                |                |                |                |                |                |                |                |
| Międzynarodowe                | Międzynarodowe | Międzynarodowe | Międzynarodowe | Międzynarodowe | Międzynarodowe | Międzynarodowe | Międzynarodowe | Międzynarodowe | Międzynarodowe | Międzynarodowe | Międzynarodowe | Międzynarodowe | Międzynarodowe | Międzynarodowe | Międzynarodowe | Międzynarodowe | Międzynarodowe |
| ----------------------------- | -------------- | -------------- | -------------- | -------------- | -------------- | -------------- | -------------- | -------------- | -------------- | -------------- | -------------- | -------------- | -------------- | -------------- | -------------- | -------------- | -------------- |
| Mistrzostwa świata            | 2              |                |                |                |                |                |                |                |                |                |                |                |                |                |                |                |                |
| Krajowe                       |                |                |                |                |                |                |                |                |                |                |                |                |                |                |                |                |                |
| Mistrzostwa Wielkiej Brytanii |                | 1              | 1              |                |                |                |                |                |                |                |                |                |                |                |                |                |                |

## Nagrody i odznaczenia
- Światowa Galeria Sławy Łyżwiarstwa Figurowego – 1981[4]